# يوهان ياكوب تسيمرمان
يوهان ياكوب تسيمرمان (بالألمانية: Johann Jacob Zimmermann)‏ (و. 1644 – 1693 م) هو رياضياتي، وعالم فلك، وعالم عقيدة، ومنجّم ألماني، ولد في فايهينغن، توفي في روتردام، عن عمر يناهز 49 عاماً.